# 3010 Ushakov
3010 Ushakov è un asteroide della fascia principale. Scoperto nel 1978, presenta un'orbita caratterizzata da un semiasse maggiore pari a 3,2180827 UA e da un'eccentricità di 0,1740846, inclinata di 2,03350° rispetto all'eclittica.
L'asteroide è dedicato all'ammiraglio russo Fëdor Fëdorovič Ušakov.